# 金日成将軍の歌
「金日成将軍の歌」（キムイルソンしょうぐんのうた、朝鮮語: 김일성장군의 노래）は、朝鮮民主主義人民共和国（北朝鮮）の歌曲。1947年発表、李燦：作詞、金元均：作曲。

## 概説

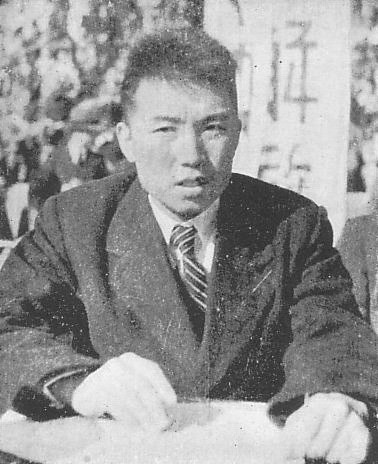
歌発表直前の金日成主席（1946年）

リズムは軍歌調の4⁄4拍子、歌詞は北朝鮮の建国指導者である金日成主席の抗日パルチザン時代や国家指導者としての活動を讃えるものとなっており、北朝鮮独立以前の1947年発表時から今日まで同国で広く親しまれ、隣接する中華人民共和国や世界各国の北朝鮮マニアにも人気がある。
また北朝鮮には愛国歌という国歌が存在するものの、金日成主席の神格化に伴いこちらも国歌同様の扱いになっている。さらには金日成将軍の歌そのものを讃える「太陽の歌は永遠なり」という歌も存在する。
北朝鮮の国営放送である朝鮮中央放送、朝鮮中央テレビ、国外同胞向けの平壌放送、国際放送の朝鮮の声放送では放送開始時に「愛国歌」や「金正日将軍の歌」と共に必ず演奏される。インターバル・シグナルとしても使用されている。現在の歌詞は2代目のものである。